# Dorcadion terolense
Dorcadion terolense är en skalbaggsart som beskrevs av Escalera 1902. Dorcadion terolense ingår i släktet Dorcadion och familjen långhorningar. Inga underarter finns listade i Catalogue of Life.